# 角膜刮傷
角膜刮傷（英語：Corneal abrasion）係指眼睛的角膜表面的刮傷，症狀包含疼痛、紅腫、光敏感、眼睛內有異物感。大多數的人在三天內可完全康復。

## 成因與診斷
角膜刮傷的大部分病例，是因為以手指戴上隱形眼鏡時造成眼睛的微小創傷，大約四分之一的病例是在工作時受傷的。醫生診斷時會用螢光素染色後，使用裂隙燈來照。更嚴重的創傷像是角膜潰瘍、眼球破裂、復發性角膜糜爛症候群、以及眼內有異物都不同於角膜刮傷。

## 預防與治療
預防方式包含使用眼鏡等器材保護眼睛，治療方式通常是使用抗生素軟膏，通常會建議隱形眼鏡的使用者使用喹諾酮。普拿疼、非類固醇消炎止痛藥或是含有環戊醇胺酯的眼藥水，使得瞳孔散大減少疼痛。 對於症狀較輕微者，實證上並未支持使用眼罩的說法。
在美國，大約每年有千分之三的人會刮傷角膜。一般而言男性居多。 患者大多在20-30歲左右。 相關的併發症有可能是細菌性角膜炎、角膜潰瘍、虹膜炎。有將近8%的患者會出現併發症。